# Bernard Dewulf
Bernard Dewulf (* 30. Januar 1960 in Brüssel; † 23. Dezember 2021) war ein flämischer Dichter, Essayist, Kolumnist, Journalist, Dramaturg und Kunstkenner.

## Biografie
Bernard Dewulf studierte Deutsche Philologie und arbeitete als Journalist.

### Dichter
Dewulf veröffentlichte erste Gedichte in den 1980er Jahren in verschiedenen literarischen Zeitschriften. 1987 erschien Twist met ons, ein Sammelband mehrerer Autoren (Dirk van Bastelaere, Charles Ducal und Erik Spinoy), an dem er mit neun Gedichten vertreten war. Diese Gedichtssammlung erlangte den Status eines Manifestes in der Poesiegeschichte Flanderns, denn die postmoderne Generation der hier vertretenen jungen Dichter ging darin laut und herausfordernd in Konfrontation mit der Selbstzufriedenheit und dem Mittelmaß der flämischen Poesie bis dahin. Dewulfs erster eigener Gedichtband Waar de egel gaat wurde im Jahr 1995 publiziert, ein zweiter, Blauwziek, zwölf Jahre später, 2007.

### Redakteur und Kolumnist
Dewulf arbeitete von 1998 bis 2000 zusammen mit Frank Albers als Hauptredakteur der Zeitschrift Nieuw Wereldtijdschrift und später als Kolumnist für De Morgen (Titelseite). Für De Morgen besorgte er jahrelang die Kultur- und Bücherbeilage Café des Arts. 2009 wurde Dewulf zusammen mit zwölf anderen Mitarbeitern von der Zeitung De Morgen aus Rationalisierungsgründen entlassen. Er war später Kolumnist für das Wochenmagazin der belgischen Zeitung De Standaard und Mitarbeiter der niederländischen Abendzeitung NRC Handelsblad. 2006 erschien unter dem Titel Loerhoek eine Auswahl von Dewulfs Kolumnen.

### Essayist, Kunstkenner, Novellist
2001 erschien die Essaysammlung Bijlichtingen: kijken naar schilders. In diesem Buch sind Betrachtungen (beschouwingen) über bildende Künstler enthalten. Später folgte eine zweite Essaysammlung Naderingen. Kijken en zoeken naar schilders (2007) mit Texten über Plastische Kunst. Weitere Essaysammlungen und Kunstbetrachtungen publizierte Dewulf 2012 und 2014.
Für die Novelle Kleine Dagen (2008) erhielt er  2010 den renommierten Libris-Literaturpreis und im Jahr darauf den Inktaap verliehen.

### Stadtdichter
Von Januar 2012 bis Januar 2014 war Dewulf offizieller Stadtdichter (stadsdichter) von Antwerpen.

### Dramaturg und Übersetzer
Dewulf übertrug 2006 für das Theaterensemble De Roovers das von Ted Hughes bearbeitete klassische Drama Alkestis von Euripides ins Flämische. 2009 fragte der künstlerische Direktor des Stadttheaters in Gent ihn, ob er als Dramaturg für die Theatergesellschaft NTGent arbeiten wolle, und Dewulf sagte zu. In einer Übersetzung von Dewulf brachte 2011 die NTGent das Theaterstück Die bitteren Tränen der Petra von Kant von Rainer Werner Fassbinder auf die Bühne. Im Oktober 2012 war Premiere des Stücks Een lolita, das Dewulf auf Wunsch von Regisseur Julie Van den Berghe (NTGent) verfasste und das sich zu kleinen Teilen an den Skandalroman Lolita (1955) von Vladimir Nabokov anlehnt. Für eine theatrale Lesung arbeitete Dewulf seine Novelle Kleine Dagen um. Begleitet von Videobildern, Musik und Zeichnungen trug Dewulf 2012 / 2013 und auch 2016 sein Werk auf der Bühne vor.

## Bibliografie

### Essays und Betrachtungen
- 2001: Bijlichtingen. Kijken naar schilders (Betrachtungen), Atlas Contact, 199 S., ISBN 978-90-450-0593-5.
- 2007: Naderingen. Kijken & zoeken naar schilders (Essays, Bildbeschreibungen), Atlas Contact, 224 S. ISBN 978-90-450-0021-3.
- 2012: Verstrooiingen over kijken en zien, (Essays, Bildbeschreibungen), Atlas Contact, 221 S., ISBN 978-90-254-3943-9.
- 2012: Trekvogels in de mist. De Nieuwjaarslezingen Vol. 1. Van Het zoekend hert, (Neujahrslesungen aus dem Philisophiehaus Het zoekend hert), Verlag Luster Berchem, Antwerpen 2011, 48 S., ISBN 978-94-6058-097-0.
- 2014: Toewijdingen. Verzamelde beschouwingen (Essays), Atlas / Contact Amsterdam / Antwerpen, 560 S., ISBN 978-90-450-2734-0.

### Erzählungen und Novellen
- 2009: Kleine dagen. Schitterende miniaturen over het genot van het alledaagse (Novelle), Verlag Olympus, 192 S, ISBN 978-90-467-0521-6.[5]

### Gedichte
- 1995: Waar de egel gaat, Verlag Atlas Contact, 52 S., ISBN 978-90-254-1203-6.
- 2006: Blauwziek, Verlag Atlas Contact, 62 S., ISBN 978-90-450-1595-8.

### Theaterstücke
- 2012: Kleine dagen, Verlag Atlas Contact, ISBN 978-90-450-2009-9.
- 2013: Een Lolita, Verlag Voetnoot, 80 S., ISBN 978-94-91738-01-2.

### Romane
- 2006: Loerhoek.Verlag Atlas, 429 S., ISBN 978-90-450-1381-7.

## Auszeichnungen
- 1996: Flämischer Debütpreis (Vlaamse Debuutprijs) für Waar de egel gaat
- 2007: Saint Amourprijs voor Goede Seks für Loerhoek
- 2008: Dirk Martens Literatuurprijs der Stadt Aalst für Naderingen, kijken en zoeken naar schilders
- 2010: Libris-Literaturpreis für Kleine dagen[6]
- 2011: De Inktaap für seine Novelle Kleine Dagen
- 2013: De Taalunie Toneelschrijfprijs für Een Lolita

### Nominierungen
- 2006: Herman-de-Coninck-Preis für Blauwziek
- 2007: Gouden Uil (Longlist) für Loerhoek